# MBK Entertainment
MBK Entertainment (Эм-би-кей энтертейнмент, кор. MBK 엔터테인먼트) — южнокорейский лейбл звукозаписи и агентство по поиску талантов, основанная Ким Кван Су в 2007 году. Лейбл, ранее известный как Core Contents Media, был основан 9 января 2007 года как дочерний лейбл CJ E&M.
На лейбле работали такие артисты, как DIA, T-ara, SG Wannabe, Seeya, Black Pearl, Yangpa, Supernova, Хон Джин Ён, Davichi, F-ve Dolls, SPEED, The SeeYa, Шеннон, UNB, Uni.T и 1the9.

## История
Первоначально компания была основана в 1999 году как GM Planning. Компания была поглощена Mnet Media в 2006 году, после того как Ким Кван Су присоединился к CJ Group в качестве их директора. В 2007 году компания вновь запустилась как Core Content Media под управлением Mnet Media. В сентябре 2009 года Ким Кван Су был исключен из списка как директор Mnet Media, а затем фактически его собственная компания прекратила бизнес с Mnet Media.
1 октября 2014 года было объявлено, что компания будет официально закрыта и перезапущена под именем «MBK Entertainment». И что все артисты перейдут под новый лейбл. Трёхбуквенное сочетание в новом названии является сокращением от «Music Beyond Korea».
В декабре 2016 года материнская компания MBK Entertainment приостановила свой развлекательный бизнес
В мае 2018 года исполнительный продюсер лейбла Ким Кван Су сообщил, что он тайно сотрудничал с Хан Кён Чхоном, чтобы сформировать шоу на выживание The Unit: Idol Rebooting Project. Он также подтвердил, что будет продюсером групп UNB и UNI.T. 
В октябре 2018 года MBK и MBC запустили шоу Under Nineteen, конкурс для юношей-стажеров в возрасте до 19 лет, чтобы побороться за место в новой айдол-группе 1the9. Окончательные победители подписали 12-месячный контракт с MBK после 5-месячного контракта с MBC.
В апреле 2020 года, участники которые представляли MBK в Produce X 101, Хангюль и Дохен дебютировали как дуэт H&D в студии PocketDol. В мае 2020 года DIA были переведены на саб-лейбл PocketDol Studio перед их июньским возвращением.
В 2022 году компания закрылась после перевода компании в свою дочернюю компанию PocketDol Studio.

## Бывшие артисты

### Музыкальные исполнители
- SG Wannabe (2006–2009)
- SeeYa 1 (2009–2011)
  - Ким Ён Чжи (2009–2011)
  - Ли Бо Рам (2009–2016)
- Black Pearl (2007–2012)
- Yangpa (2007–2012)
- Supernova (2007–2012)
- Coed School (2010–2013)
  - Kangho  (2010–2011)
- Davichi (2008–2014)
- Хон Чжин Ён (2009–2014)
- Gangkiz (2012–2014)
  - Хван Джи Хён (2012–2013)
  - Квак Со Мин (2012–2013)
  - Чо Ын Бюль (2012–2013)
- F-ve Dolls (2011–2015)
  - Ли Су Ми (2009–2012)
  - Ху Чан Ми (2010–2012)
  - Со Ын Кё (2011–2015)
  - О Ён Кён (2013–2015)
  - Хан На Ён (2013–2015)
  - Джин Хе Вон (2010–2015)
  - Рю Хё Ён (2010–2016)
- Ко На Ян (2015)
- Кван То (2014–2015)
- SPEED
  - Кванхэн (2010–2012)
  - Нури (2010–2012)
  - Taewoon (2010–2015)
  - Таэха (2012–2016)
  - Чонгук (2012–2016)
  - Сонмин (2010–2016)
  - Чон У (2010–2016)
- The SeeYa (2012–2015)
- T-ara (2009–2017)
  - Рю Хва Ён (2010–2012)
  - Арым (2012–2014)
  - Чон Бо Рам (2009–2017)
  - Пак Со Ён (2009–2017)
  - Кьюри (2009–2017)
  - Хам Ын Чжон (2009–2017)
  - Хёмин (2009–2017)
  - Пак Джи Ён (2009–2017)
- Nutaz (2014–2017)
- HighBrow (2015–2016)
- I.M. / I.M.66 (2017)
  - Taeeun (2017–2018)
  - Hangyul (2017–2019)
- DIA
  - Чо Сын Хи (2013–2016)
  - Ынджи (2015–2018)
  - Дженни (2015–2019)
- Uni.T (2018)
- UNB (2018–2019)
- Шеннон (2011–2019)
- Ким Дани (2012–2019)
- 1the9 (2019–2020)

## Фильмография
- Death Bell (2008)
- Cinderella Man (2009)
- Death Bell 2: Bloody Camp (2010)
- Sweet Temptation (2015)
- The Unit: Idol Rebooting Project (2017–2018)
- Under Nineteen (2018–2019)
- Miss Trot (2019)
- Produce X 101 (2019)
- Mr Trot (2020)